# Biskupska sinoda
Biskupska sinoda je tijelo Rimske kurije, skupština biskupa Katoličke Crkve izabranih s različitih krajeva svijeta, koji se sastaju u određena vremena da bi promicali usku povezanost između pape i biskupa te da bi papi savjetima pružili pomoć u čuvanju i rastu vjere i ćudoređa, u obdržavanju i učvršćivanju duhovne stege, i da bi proučavali pitanja koja se odnose na djelovanje Katoličke Crkve u svijetu.
Prema pismu Apostolica sollicitudo (1965.), sinoda je »stalno Vijeće biskupa za opću Crkvu«.

## Povijest
Prvom biskupskom sinodom mogao bi se smatrati Jeruzalemski sabor, opisan u 15. poglavlju Djela apostolskih. I nakon smrti apostola, nastavljaju se biskupski susreti, koje potiče i Didache: „Sastanite se često tražeći ono što odgovara vašim dušama”. Sveti Ignacije Antiohijski predlaže biskupu sv. Polikarpu »veoma česte susrete«. Papa Viktor I. saziva 197. sinodu s ciljem odredbe nadnevka svetkovanja Uskrsa.

Sinode se redovito sazivaju tijekom crkvene povijesti, no s različitom učestalošću:
»Tijekom 17. i 18. st. zbog  neučinkovitosti sinodskih procesa, nezainteresiranosti biskupa te miješanja civilnih vlasti i zloporabe sinoda, smanjuje se zanimanje za biskupijske sinode. U 19. st. obnavlja se  zanimanje za njih.«

O ulozi i zadaćama sinode raspravljalo se i na Drugome vatikanskom saboru, ponajviše u III. poglavlju dekreta Christus Dominus, kao suradnji biskupa (biskupskih konferencija) na zajedničko dobro partikularnih, ali i opće Crkve. Tako se u tom dekretu navodi (točka 5.):
»Biskupi, izabrani iz različitih krajeva svijeta, pružaju vrhovnomu pastiru Crkve još djelotvorniju pomoć u vijeću koje se zove Sinoda biskupa, i to na način kako ga je odredio ili će ga odrediti sam rimski prvosvećenik. Budući da sinoda predstavlja čitav katolički episkopat, ona pokazuje da svi biskupi u hijerarhijskoj zajednici sudjeluju u brizi za opću Crkvu.«
Papa Pavao VI. objavio je 14. rujna 1965. svoju odluku da će Rimskoj kuriji osigurati suradnju biskupa, pozivajući povremeno u Rim predstavnike biskupskih konferencija iz cijelog svijeta. Ta je odluka objavljena papinskim motuproprijem Apostolica sollicitudo.

## Zadaće
Zadaća je Biskupske sinode raspravljati o raznim pitanjima kao i iznositi želje, ali ne iznošenjem rješenja, niti donošenjem odluka, osim u slučaju da joj je papa povjerio vlast odlučivanja, a papino je pravo u tome slučaju potvrditi sinodalna rješenja. Biskupska sinoda izravno je podložna papinskoj vlasti.

## Vrste skupština
Biskupska sinoda može se sabrati ili na "opću skupštinu", na kojoj se raspravlja o stvarima koje se izravno odnose na dobrobiti opće Crkve, a ona može biti redovita ili izvanredna, ili se može sabrati na "posebnu skupštinu", na kojoj se raspravlja o poslovima koji se izravno odnose na određeni kraj ili određene krajeve.
Biskupska sinoda, koja se sabire na redovitu opću skupštinu, sastoji se od članova od kojih su većina biskupi, izabrani za pojedine skupštine od biskupskih konferencija na način određen posebnim sinodalnim pravom. Papa također može izravno imenovati članove. Njima se mogu pridružiti članovi kleričkih redovničkih ustanova. Biskupska sinoda sabrana na opću izvanrednu skupštinu raspravlja o poslovima koji traže hitno rješenje. Biskupska sinoda, koja se sabire na posebnu skupštinu, sastoji se od članova izabranih prvenstveno iz onih krajeva radi kojih je sazvana, prema odredbi posebnog prava prema kojemu se ravna Sinoda.
Kad papa zaključi skupštinu Biskupske sinode, prestaje služba povjerena biskupima i drugim članovima. U slučaju da Apostolska Stolica postane prazna pošto je sazvana Sinoda ili za vrijeme njezina trajanja, skupština Sinode obustavlja se po samom pravu.

## Ustroj
Biskupska sinoda se okuplja povremeno ili na opću ili na posebnu skupštinu.
- Opća skupština može biti ili redovita ili izvanredna te raspravlja o temama koje se odnose na opću Crkvu. One se održavaju povremeno u razmacima od po nekoliko godina. U njihovom radu sudjeluju biskupi koje izaberu biskupske konferencije prema propisanome ključu. Biskupske konferencije do 25 članova imaju pravo na jednoga predstavnika, konferencije do 50 članova na 2 predstavnika, konferencije do 100 članova na 3 a konferencije s preko 100 članova imaju pravo na 4 predstavnika na sinodi. Također neki članovi su određeni samim pravom: patrijarsi, viši nadbiskupi i metropoliti izvan patrijaršije Katoličkih Crkava istočnih obreda te kardinali predstojnici rimskih dikasterija. Također sudjeluje još 10 članova kleričkih redovničkih ustanova koje bira unija vrhovnih poglavara te neki koje izravno imenuje papa.[5]

- Izvanredne opće sinode okupljaju se radi poslova koji traže hitno rješenje. U njihovu radu sudjeluju patrijarsi, viši nadbiskupi i metropoliti izvan patrijaršije katoličkih Crkava istočnih obreda, predsjednici biskupskih konferencija, člana kleričkih redovničkih ustanova koje bira unija vrhovnih poglavara, kardinali predstojnici rimskih dikasterija te neki koje izravno imenuje papa.[5]

- Posebna sinoda raspravlja o temama koje se izravno odnose na Crkvu u određenom kraju. Sabire se na skupštinu, koja se sastoji od članova prvenstveno izabranih iz onih krajeva radi kojih je sazvana. Uz uvjet da pripadaju krajevima za koje je posebna sinoda sazvana, u radu sudjeluju: patrijarsi, viši nadbiskupi i metropoliti izvan patrijaršije katoličkih Crkava istočnih obreda; predstavnici biskupskih konferencija; najviše 2 predstavnika kleričkih redova koje bira unija vrhovnih poglavara te kardinali predstojnici rimskih dikasterija koji imaju neki odnos s materijom o kojoj se raspravlja.[6]

### Stalno generalno tajništvo
Generalna biskupska sinoda ima stalno Generalno tajništvo na čelu kojega stoji generalni tajnik kojeg imenuje papa. U radu mu pomažu suradnici koje, s papinim odobrenjem, imenuje sam.
Generalnom tajniku pomaže i Vijeće tajništva koje se sastoji od 15 biskupa od kojih njih 12, biraju biskupi prisutni na svakom zasjedanju generalne sinode, a trojicu izravno imenuje papa. Mandat vijeća traje do sljedeće generalne sinode.
Generalni tajnici Biskupske sinode:
- Wladyslaw Rubin † (27. veljače 1967. – 12. srpnja 1979.)
- Jozef Tomko (12. srpnja 1979. – 24. travnja 1985.)
- Jan Pieter Schotte † (24. travnja 1985. – 11. veljače 2004.)
- Nikola Eterović (11. veljače 2004. – 21. rujna 2013.)
- Lorenzo Baldisseri (21. rujna 2013. - 15. rujna 2020.)
- Mario Grech (15. rujna 2020.)

## Poveznice
- 3. izvanredna Biskupska sinoda

### Članci
- Vukšić, Tomo. 2006. Teme i način rada generalnih biskupskih sinoda (1967.-2001.). Vrhbosnensia. Univerzitet u Sarajevu – Katolički bogoslovni fakultet. Sarajevo. 10 (1): 49–78
- Kurilić, Mladen. 2024. Biskupska sinoda – tko, kako i zašto? (PDF). Vjesnik biskupa Langa. LIV (145): 8–11
- Mercier, Jacques. 2001. Povijest Vatikana. Barbat. Zagreb.

## Vanjske poveznice
- Biskupska sinoda (engl.) na stranicama Rimske kurije